# Telchinia parei
Telchinia parei is een vlinder uit de familie van de Nymphalidae. De wetenschappelijke naam van de soort is voor het eerst gepubliceerd in 1996 door Graham Henning en Stephen Henning .

## Verspreiding
De soort komt voor in de alpiene graslanden van Oost-Zambia, Noord-Malawi en Oost-Zimbabwe.

## Ondersoorten
- Telchinia parei parei (Henning & Henning, 1996) (Chimanimani-gebergte in Oost-Zimbabwe)
  - = Hyalites parei parei Henning & Henning, 1996)
- Telchinia parei orangica (Henning & Henning, 1996) (Nyika-plateau in Oost-Zambia en Noord-Malawi)
  - = Hyalites parei orangica Henning & Henning, 1996)